# E.G.G.U.M.
E.G.G.U.M. är ett musikalbum med Jan Eggum, utgivet som LP 1985 av skivbolagen S.A.M. Records och Grappa Musikkforlag A/S. Albumet återutgavs som CD 1991.

## Låtlista
Sida 1
1. "Stilig" – 3:20
2. "Mang slags kjærlighet" – 3:40
3. "Kem har betalt det" – 4:13
4. "Tre e en for mye" – 2:48
5. "En liten landsby" – 4:10

Sida 2
1. "Baby I Love You" – 3:35
2. "Kjeresten te Wenche" – 4:07
3. "Hils generalen" – 4:10
4. "Leke mor og far" – 2:40
5. "Mellom borger og bohem" – 3:37

- Alla låtar skrivna av Jan Eggum

## Medverkande
Musiker
- Jan Eggum – sång, gitarr
- Knut Værnes – gitarr
- Edvard Askeland, Sveinung Hovensjø, Geir Rognø – basgitarr
- Gunnar Bjelland, Kåre Sandvik, Rune Klakegg – piano, synthesizer
- Frank Jakobsen – trummor
- Nils Petter Molvær – trumpet
- Morten Halle – saxofon
- Arne Moe Vindedal – percussion
- Magnar Torstad – programmering (trummor)
- Johnnie Harper – banjo
- Lynni Treekrem, Nina Askeland – körsång

Produktion
- Erik Hillestad – musikproducent
- Bengt Eriksen, Erling Lund, Heidi Hanschu, Haakon Manheim, Jan Erik Kongshaug, Kåre Kalvenes, Rune Lindquist – ljudtekniker
- Steinar Haug – omslagsdesign
- Morten Krogvold – foto